# Silva Jardim (kommun)
Silva Jardim är en kommun i Brasilien.   Den ligger i delstaten Rio de Janeiro, i den sydöstra delen av landet, 900 km sydost om huvudstaden Brasília. Antalet invånare är 21 360.
Följande samhällen finns i Silva Jardim:
- Silva Jardim

I omgivningarna runt Silva Jardim växer i huvudsak städsegrön lövskog. Runt Silva Jardim är det glesbefolkat, med 8 invånare per kvadratkilometer.